# Ela Aydin
Ela Aydin (* 12. Januar 1999 in München) ist eine deutsche Taekwondoin. Zu ihren größten Erfolgen zählen der Gewinn einer Bronzemedaille beim Grand Prix 2022 in Paris sowie mehrere Medaillen bei Europameisterschaften.

## Werdegang
2017 verließ Aydin die Schule mit der mittleren Reife. Im selben Jahr trat sie in die Sportfördergruppe der Bundeswehr ein und absolvierte Anfang 2018 die Grundausbildung, seitdem ist sie Sportsoldatin. 2021 erreichte sie die Trainer-B-Lizenz im Taekwondo.

## Sportliche Laufbahn

### Junioren
Ela Aydin begann als Fünfjährige mit dem Taekwondo und bestritt ihren ersten Wettkampf im Alter von sechs Jahren. Mit 14 Jahren wurde sie in das deutsche Nationalteam einberufen, 2013 startete sie in Bukarest zum ersten Mal auf einer Europameisterschaft. Bei dieser U15-Europameisterschaft gewann sie eine Bronzemedaille. In den folgenden Jahren nahm sie an mehreren Jugend-Welt- und Europameisterschaften teil, blieb jedoch ohne Platzierung. 2016 zog sie sich einen Kreuzbandriss am Knie zu und musste aufgrund der nachfolgenden Operation pausieren.
Im Kadetten- und Juniorenbereich wurde Aydin insgesamt acht Mal deutsche Meisterin, drei Mal Vizemeisterin und einmal Bronzemedaillengewinnerin.

### Senioren
2017 gewann Aydin die Silbermedaille bei der U21-Europameisterschaft in Sofia. Im Jahr 2018 startete sie bei den Europameisterschaften in Kasan, schied jedoch im Achtelfinale aus. 2019 folgte der Gewinn einer Bronzemedaille bei den Militärweltspielen in Wuhan und einer Silbermedaille bei den als Alternative zu den Europaspielen ausgerichteten "Extra"-Europameisterschaften in Bari, nachdem Taekwondo in diesem Jahr nicht in das Programm der Europaspiele aufgenommen wurde. Bei beiden Wettkämpfen startete sie in der olympischen Gewichtsklasse bis 49 Kilogramm. 2019 startete sie bei der Weltmeisterschaft in Manchester, bei der sie den neunten Platz belegte. Im selben Jahr erfolgte eine weitere Operation aufgrund eines Meniskusrisses.
Anfang 2021 startete Aydin bei den Europameisterschaften in Sofia und belegte den dritten Platz. Bei dieser Europameisterschaft gewann sie als einzige deutsche Sportlerin eine Medaille. Wenige Monate später verpasste sie knapp die Qualifikation für die Olympischen Sommerspiele in Tokio, da sie im Halbfinale des Qualifikationsturniers der israelischen Taekwondoin Avishag Semberg unterlag. Der Einzug ins Finale hätte für die Teilnahme an den Olympischen Spielen ausgereicht.
2022 erreichte Ela Aydin bei den Europameisterschaften in Manchester erneut einen dritten Platz auf europäischer Ebene. Im September desselben Jahres gewann sie in Paris als erste deutsche Taekwondoin eine Bronzemedaille bei einem Grand Prix. Aydin nahm 2023 an den Weltmeisterschaften in Baku teil. Dort gewann sie ihren Auftaktkampf, unterlag jedoch im Achtelfinale Dunya Abutaleb aus Saudi-Arabien.
Im März 2024 nahm sie am europäischen Qualifikationsturnier für die Olympischen Sommerspiele in Paris teil und gewann dort das Achtelfinale gegen Zemfira Hasanzade (Aserbaidschan) mit 2:0, unterlag jedoch im Viertelfinale Ilenia Matonti aus Italien. Somit konnte sie für die Gewichtsklasse bis 49 kg keinen Quotenplatz für die Olympischen Spiele qualifizieren, da für diesen der Einzug in das Finale nötig gewesen wäre. Im April 2024 wurde Aydin erneut am Kreuzband und am Meniskus operiert.

## Ehrungen
- 2019: Sportlerin des Jahres 2019 – DTU[27]